# Synodus capricornis
Synodus capricornis är en fiskart som beskrevs av Roger F. Cressey och Randall, 1978. Synodus capricornis ingår i släktet Synodus och familjen Synodontidae. Inga underarter finns listade i Catalogue of Life.